# Gobiodon heterospilos
Gobiodon heterospilos là một loài cá biển thuộc chi Gobiodon trong họ Cá bống trắng. Loài này được mô tả lần đầu tiên vào năm 1856.

## Từ nguyên
Từ định danh heterospilos được ghép bởi hai âm tiết trong tiếng Hy Lạp cổ đại: héteros (ἕτερος; “khác biệt”) và spílos (σπίλος; “đốm”), hàm ý đề cập đến các đốm đen nhiều hình dạng trên đầu và đuôi, và hoàn toàn không có trên thân và các vây ở loài cá này.

## Phân bố và môi trường sống
G. heterospilos có phân bố tập trung ở Tây Thái Bình Dương, từ quần đảo Ryukyu xuống vùng Đông Nam Á hải đảo, xa nhất ở phía đông đến quần đảo Solomon, phía nam đến bờ đông bắc Úc.
G. heterospilos sống cộng sinh với các loài san hô Pocillopora, Pavona và Stylophora, được tìm thấy ở độ sâu khoảng 3–20 m.

## Mô tả
Chiều dài cơ thể lớn nhất được ghi nhận ở G. heterospilos là 6,6 cm. Cá trưởng thành có màu đen nhạt, còn cá con có thân màu trắng và cặp sọc đen, đầu và đuôi có nhiều đốm đen.
Shibukawa và cộng sự (2013) theo Allen và Erdmann (2012), cho rằng G. albofasciatus và G. spilophthalmus là đồng nghĩa của G. heterospilos.
Số gai vây lưng: 6–7; Số tia vây lưng: 8; Số gai vây hậu môn: 1; Số tia vây hậu môn: 8; Số gai vây bụng: 1; Số tia vây bụng: 5.